# Muntanya dels Àngels
La Muntanya dels Àngels és una serra situada al massís de les Gavarres entre els municipis de Juià, Quart i Sant Martí Vell a la comarca del Gironès, amb una elevació màxima de 483 metres, al conegut com "Puig Alt". Aquest cim està inclòs al llistat dels 100 cims de la FEEC. Al punt més alt hi ha el Santuari de la Mare de Déu dels Àngels.